# NGC 2266
NGC 2266 је расејано звездано јато у сазвежђу Близанци које се налази на NGC листи објеката дубоког неба.
Деклинација објекта је + 26° 58' 10" а ректасцензија 6h 43m 19,2s. Привидна величина (магнитуда) објекта NGC 2266 износи 9,5. NGC 2266 је још познат и под ознакама OCL 471.